# Petersburg (Tennessee)
Pour les articles homonymes, voir Petersburg.
Petersburg est une municipalité américaine située dans les comtés de Lincoln et de Marshall au Tennessee.
Selon le recensement de 2010, Petersburg compte 544 habitants sur une superficie de 0,94 mille carré (2,43 km2). La partie située dans le comté de Lincoln accueille 377 habitants sur 0,54 mille carré (1,4 km2) contre 167 habitants pour 0,4 mille carré (1,04 km2) pour celle située dans le comté de Marshall.
La localité est nommée Petersburg par son fondateur, George L. Lenord, en référence à Saint-Pétersbourg, à Petersburg (Virginie) ou à un camarade afro-américain. Elle devient une municipalité en 1837.